# Marjolein Lindemans
Marjolein Lindemans (ur. 17 lutego 1994) – belgijska lekkoatletka specjalizująca się w wielobojach.
W 2011 zdobyła w siedmioboju brązowy medal mistrzostw świata juniorek młodszych oraz zajęła ósmą lokatę podczas olimpijskiego festiwalu młodzieży Europy w rywalizacji w biegu na 100 metrów przez płotki. W 2013 zdobyła brąz w rywalizacji siedmioboistek podczas mistrzostw Europy juniorów w Rieti. Medalistka mistrzostw kraju (także w biegach płotkarskich oraz skok wzwyż).

## Osiągnięcia
| Rok  | Impreza                                    | Miejsce         | Konkurencja                | Pozycja    | Wynik     |
| ---- | ------------------------------------------ | --------------- | -------------------------- | ---------- | --------- |
| 2011 | Mistrzostwa świata juniorów młodszych      | Lille Metropole | siedmiobój                 | 3. miejsce | 5532 pkt. |
| 2011 | Letni olimpijski festiwal młodzieży Europy | Trabzon         | bieg na 100 m przez płotki | 8. miejsce | 31,98     |
| 2013 | Mistrzostwa Europy juniorów                | Rieti           | siedmiobój                 | 3. miejsce | 5831 pkt. |

## Rekordy życiowe
- siedmiobój lekkoatletyczny – 5831 pkt. (19 lipca 2011, Rieti)